# Мексикански земен питон
Мексиканските земни питони (Loxocemus bicolor) са вид влечуги, единствен представител на семейство Loxocemidae.
Разпространени са по тихоокеанското крайбрежие на Централна Америка.
Таксонът е описан за пръв път от американския палеонтолог Едуард Дринкър Коуп през 1861 година.